# Petalocephala stellata
Petalocephala stellata är en insektsart som beskrevs av Evans 1969. Petalocephala stellata ingår i släktet Petalocephala och familjen dvärgstritar. Inga underarter finns listade i Catalogue of Life.